# María Corina Machado
María Corina Machado Parisca (Caracas, 7 ottobre 1967) è una politica, ingegnere e attivista venezuelana per i diritti umani, deputata dell'Assemblea nazionale del Venezuela dal 2011 al 2014, fondatrice del movimento politico Vente Venezuela, cofondatrice dell'associazione civile Súmate e membro, insieme ad Antonio Ledezma e Diego Arria, della piattaforma cittadina "Io sono il Venezuela".
Alle elezioni parlamentari del 2011 è risultata la candidata con più voti nella storia dell'Assemblea Nazionale del Venezuela. Il 21 marzo 2014, ha accettato l'incarico di "rappresentante supplente" di Panama presso l'Organizzazione degli Stati Americani; tre giorni dopo, il presidente dell'Assemblea Nazionale, Diosdado Cabello, annunciò che Machado aveva perso il suo status di deputato, automaticamente, per un'interpretazione di violazione degli articoli 149 e 191 della Costituzione. Il provvedimento venne ratificato dalle autorità giudiziarie venezuelane. Machado è stata candidata alla presidenza alle primarie dell'opposizione del 2012, raggiungendo il terzo posto con il 3,7% dei voti.
Nel 2018, è stata inserita nelle 100 Women della BBC.
Candidata alla presidenza per Vente Venezuela alle elezioni primarie della Piattaforma Unitaria del 2023, il 30 giugno è stata inabilitata politicamente per quindici anni dal Controllore Generale della Repubblica.

## Biografia
Machado è nata a Caracas, Venezuela, il 7 ottobre 1967. La maggiore di quattro sorelle, è la figlia di Henrique Machado Zuloaga, un importante uomo d'affari dell'acciaio e Corina Parisca, una psicologa. I suoi antenati includevano l'autore del classico Venezuela Heroica del 1881 e un parente che fu ucciso in una rivolta contro il dittatore venezuelano Juan Vicente Gómez.
Machado ha una laurea in ingegneria industriale presso l'Università Cattolica Andrés Bello e un master in finanza presso l'Instituto de Estudios Superiores de Administración (IESA, business school) di Caracas. Ha fatto anche parte del World Fellows Program della Yale University nel 2009.
Nel 1992, allora madre di tre figli, Machado fondò la Fundación Atenea (Fondazione Atenea), una fondazione che utilizza donazioni private per prendersi cura dei bambini di strada orfani e delinquenti di Caracas; è stata anche presidente della Fondazione Opportunitas. Dopo aver lavorato nell'industria automobilistica a Valencia, nel 1993 si trasferisce a Caracas. A causa del suo ruolo successivo in Súmate, Machado lasciò la fondazione per non politicizzarla.

## Súmate

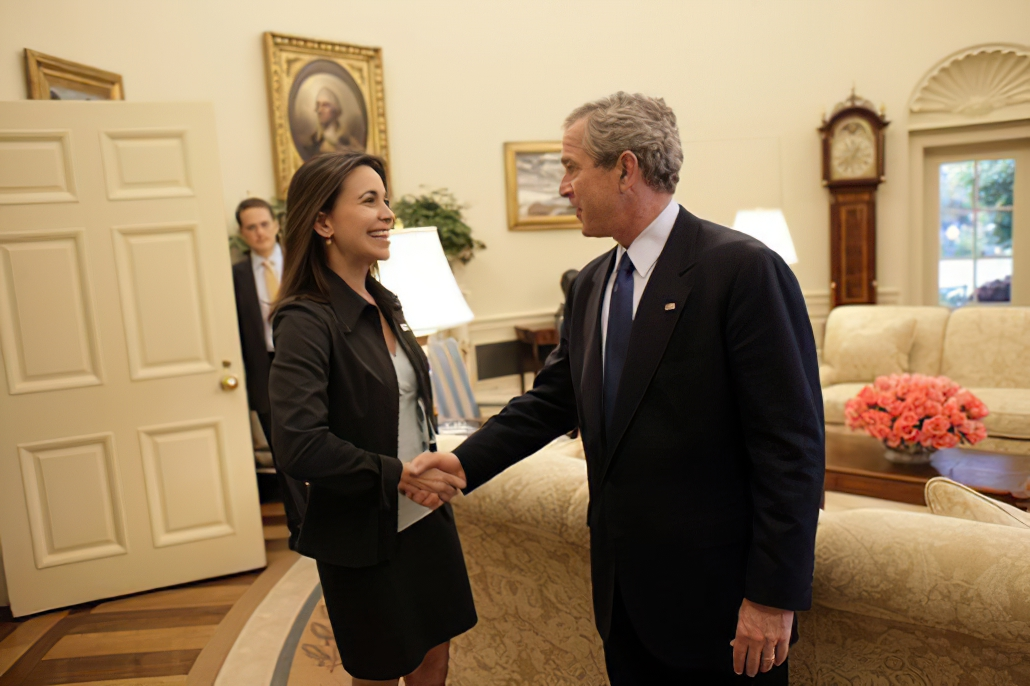
George W. Bush dà il benvenuto a Machado nello Studio Ovale il 31 maggio 2005

Secondo il Washington Post, la fondazione dell'organizzazione civile di volontari venezuelana Súmate è il risultato di un frettoloso incontro tra Machado e Alejandro Plaz nella hall di un hotel nel 2001, dove condivisero la loro preoccupazione per il corso che si stava delineando per il Venezuela. Machado ha detto: "Qualcosa è scattato. Avevo questa sensazione inquietante che non potevo restare a casa e guardare il paese polarizzarsi e collassare... Dovevamo mantenere il processo elettorale ma cambiare il corso, per dare ai venezuelani la possibilità di contare noi stessi, per dissipare le tensioni prima che si accumulassero. È stata una scelta di voti piuttosto che di proiettili".
Súmate ha guidato una petizione per il referendum venezuelano del 2004 sulla revoca di Hugo Chávez, l'allora presidente del Venezuela. Secondo CBS News, Chávez ha bollato i leader di Súmate come cospiratori, golpisti e lacchè del governo degli Stati Uniti. Dopo il referendum, i membri di Súmate sono stati accusati di tradimento e cospirazione, ai sensi dell'articolo 132 del codice penale venezuelano, per aver ricevuto sostegno finanziario per le loro attività dalla NED. Nel 2005, il Wall Street Journal ha affermato che Machado è stata accusata di cospirazione derivante dalla sovvenzione di 31.000 dollari della NED per "lavoro educativo apartitico". Nello stesso anno, il New York Times ha affermato che lei era "l'avversario più detestato del governo venezuelano, una giovane donna con uno spirito rapido e una pronuncia veloce che appare spesso a Washington o Madrid per denunciare quella che lei chiama l'erosione della democrazia sotto il presidente Hugo Chávez", e ha affermato che il governo venezuelano la considera "un membro di un'élite corrotta che sta eseguendo gli ordini della tanto vituperata amministrazione Bush".
Un portavoce del Dipartimento di Stato americano ha affermato che la decisione di perseguirla era "parte della campagna del presidente Hugo Chávez... mirata a spaventare i membri della società civile e impedire loro di esercitare i loro diritti democratici", aggiungendo che l'amministrazione di George W. Bush era "seriamente preoccupata" per la decisione del Tribunale Supremo di Giustizia (TSJ). Le accuse penali hanno innescato la condanna di Human Rights Watch e di gruppi democratici, dell'ambasciata degli Stati Uniti in Venezuela, e di una coalizione di leader mondiali. Machado ha riconosciuto l'appoggio dei venezuelani a Chávez, dicendo: "Dobbiamo riconoscere le cose positive che sono state fatte", ma dice che il presidente è "sempre più intollerante".
Machado e Plaz furono invitati a incontrare i parlamentari dell'Assemblea Nazionale nell'agosto 2006 per un'indagine sui finanziamenti di Súmate ma fu loro negato l'accesso all'udienza, sebbene affermassero di aver ricevuto due lettere che richiedevano la loro presenza. Machado è stata anche accusata di tradimento per aver firmato il "decreto Carmona" durante il tentativo di colpo di stato venezuelano del 2002. Machado ha detto di aver scritto il suo nome su quello che credeva fosse un foglio di registrazione mentre visitava il palazzo presidenziale. Le accuse comportano una pena di oltre un decennio di carcere; il processo è stato sospeso nel febbraio 2006 a causa di violazioni del giusto processo da parte del giudice del processo ed è stato rinviato più volte.

## Carriera politica

### Eletta all'Assemblea Nazionale nel 2010
L'11 febbraio 2010, Machado si è dimessa dalla presidenza di Súmate e 23 giorni dopo si è candidata all'Assemblea nazionale del Venezuela. Nelle primarie dell'opposizione, ha avuto il sostegno della sua piattaforma indipendente, Acción Democrática e Un Nuevo Tiempo, sconfiggendo il 26 settembre 2010 il candidato di Voluntad Popular e Primero Justicia, Carlos Vecchio. Ha vinto il seggio con 235.259 voti, l'85%, risultando il deputato eletto con il maggior numero di voti in tutto il Paese nelle elezioni parlamentari venezuelane del 2010, nel circuito n° 2 dello Stato di Miranda (copre i municipi di Baruta, Chacao, El Hatillo e la parrocchia Leoncio Martínez del municipio di Sucre). Ha dichiarato: "È molto chiaro. Il Venezuela ha detto no al comunismo di tipo cubano".
Nella campagna elettorale ha affermato che i venezuelani sono persone che non vogliono convivere con la violenza e l'odio; ha promesso di difendere il diritto dei venezuelani di pensare liberamente e di vivere senza paura. Ha affermato di sperare di costruire un "governo responsabile", trasformando le istituzioni pubbliche, in particolare il Consiglio Elettorale Nazionale (CNE). Machado ha condotto una campagna attiva nelle "baraccopoli una volta viste come un solido territorio pro-Chávez", tentando di "capitalizzare i problemi interni, tra cui la criminalità violenta diffusa, interruzioni di corrente in alcune regioni, una grave carenza di alloggi e un'inflazione del 30%".
Machado si è lamentata del fatto che i candidati del MUD (Mesa de la Unidad Democrática) si sono trovati di fronte "quella che lei definisce una macchina di propaganda orchestrata dal governo che sforna spot che ridicolizzano i critici di Chávez, conduce talk show dominati da aspiranti del partito al potere e riprende tutti i discorsi del presidente". Ha anche sottolineato di aver "lottato per convincere sostenitori e leader aziendali a contribuire alla sua campagna perché temono ritorsioni da parte del governo e dei pubblici ministeri favorevoli a Chávez". Secondo l'Economist, la Costituzione del Venezuela "proibisce ai funzionari governativi, compreso il presidente, di sfruttare la loro posizione per favorire una tendenza politica. Ma l'autorità elettorale, il cui consiglio comprende quattro chavisti e un unico oppositore, dice che possono farlo comunque".
Chávez è stato accusato di aver infranto le leggi elettorali utilizzando la televisione statale per "rimproverare i rivali e lodare gli amici" durante la campagna elettorale; ha negato di aver violato la legge e ha suggerito che l'unico direttore dei cinque direttori del Consiglio elettorale nazionale che non è pro-Chávez e che ha sollevato la questione potrebbe essere perseguito per aver avanzato le accuse. Secondo un giornalista dell'Associated Press, il consiglio elettorale del Venezuela "ha ignorato per anni le leggi che impediscono al presidente e ad altri funzionari eletti di condurre una campagna attiva per i candidati. Chavez... ha minacciato azioni legali contro Vicente Diaz, l'unico membro del consiglio elettorale che ha criticato il suo uso massiccio dei media statali prima del voto". Machado ha aggiunto: "Mentre visitiamo gli elettori, andando di casa in casa, la campagna del partito al governo viene imposta attraverso discorsi televisivi". Quando il canale televisivo statale ha intervistato Machado, hanno trasmesso le immagini del suo incontro nello Studio Ovale nel 2005 con George W. Bush, descritto dall'Associated Press come "la nemesi di lunga data di Chavez". Quando Machado è stata intervistata dal canale statale, l'intervista è stata "bruscamente interrotta" e "spostata su una manifestazione elettorale in cui Chávez ha parlato a un teatro pieno di sostenitori".

### Rimossa dalla carica
Nel marzo 2014, è stata rimossa dall'incarico di deputata, per la presunta flagrante violazione degli articoli 149 e 191 della Costituzione del Venezuela del 1999, dopo aver accettato l'incarico di "ambasciatore supplente" di Panama presso l'Organizzazione degli Stati Americani. Secondo il Wall Street Journal sono stati i "parlamentari filo-Maduro, che dominano l'Assemblea nazionale", ad affermare che la sua presenza all'OAS era proibita dalla Costituzione del Venezuela e l'hanno rimossa dall'Assemblea nazionale. Machado ha risposto accusando Diosdado Cabello (presidente dell'Assemblea nazionale) di avere una "dittatura nell'Assemblea nazionale", e ha affermato che la sua rimozione era illegale. Ha preso il suo posto Ricardo Sánchez di Un Nuevo Tiempo, ma poi passato alla panchina del Gran Polo Patriotico. Machado ha annunciato sul suo account Twitter che continuerà a essere deputata "finché il popolo venezuelano lo vorrà". Il partito al potere si è detto favorevole ad un processo contro Machado per "tradimento contro la patria".
Il 31 marzo 2014, la Corte Suprema di Giustizia del Venezuela ha ratificato quanto annunciato dall'Assemblea Nazionale riguardo alla perdita della sua qualità di deputata. La decisione del TSJ si basa sulle disposizioni degli articoli 191º e 197º della Costituzione della Repubblica.

### Candidatura presidenziale 2012

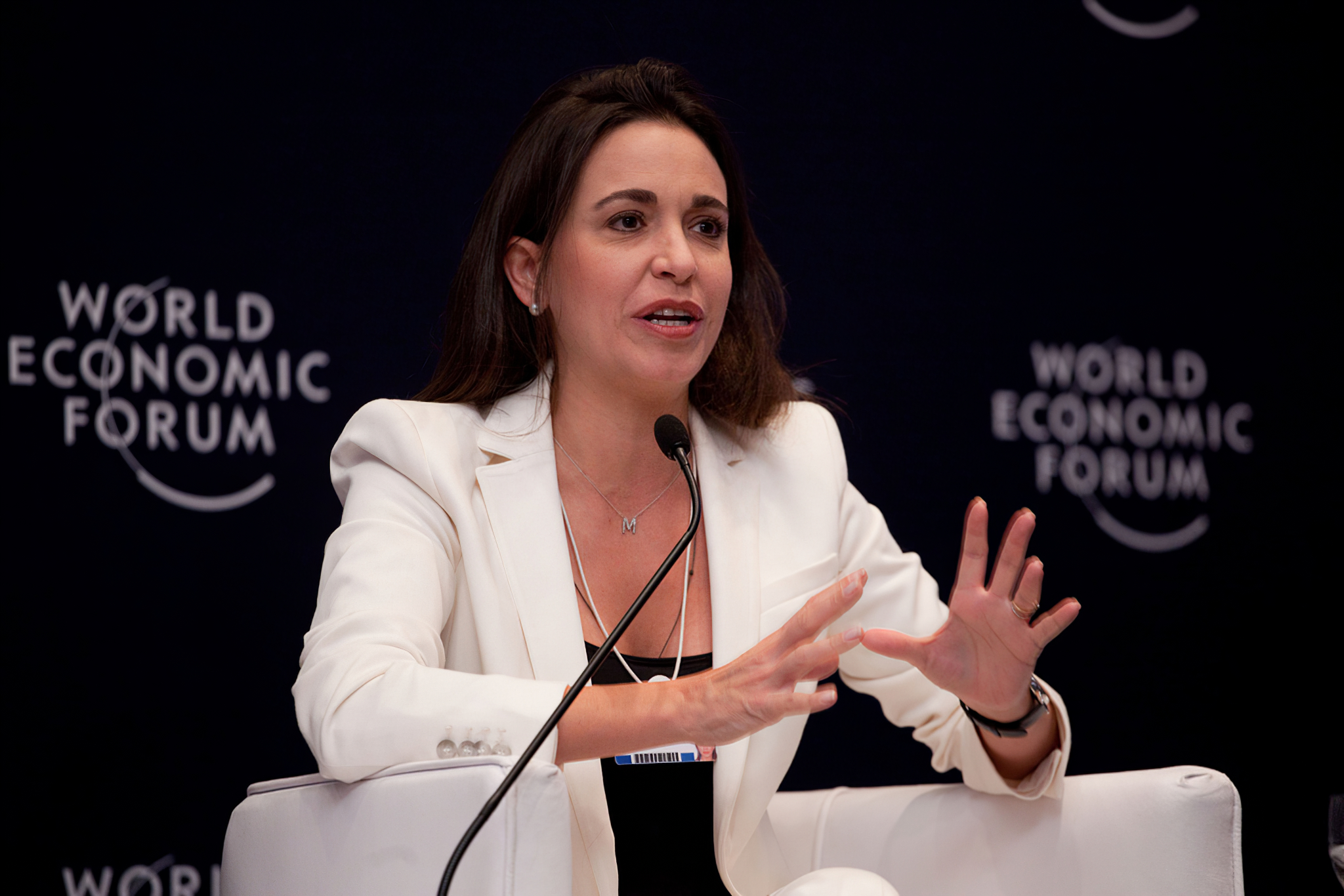
Machado all'assemblea del World Economic Forum sull'America Latina a Rio de Janeiro, Brasile, nel 2011

Il 17 luglio 2011, Machado si è candidata alle primarie del Tavolo di Unità Democrática per la presidenza del Venezuela il 12 febbraio 2012. La sua partecipazione alle primarie ha sollevato diverse polemiche. Machado ha svelato il suo piano di governo basato sulla teoria del cosiddetto "capitalismo popolare" che si fonda sul salvataggio morale dell'individuo, attraverso il rispetto della proprietà privata, la riduzione dell'apparato burocratico e l'intervento non statale nell'economia.
Machado ha ottenuto 110.420 voti, pari al 3% dei voti.

### Dimostrazioni di protesta nel 2014

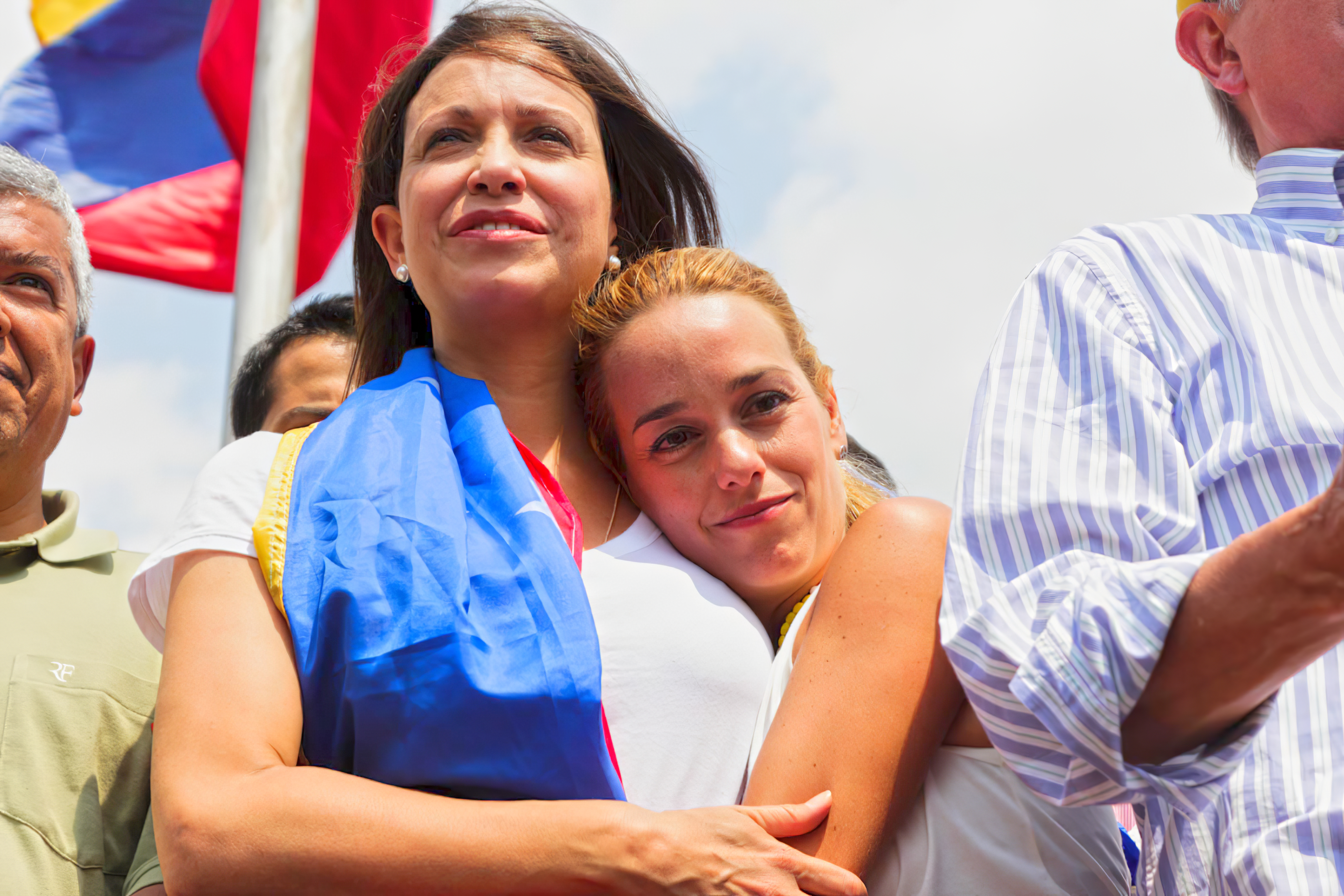
Machado e Lilian Tintori a un raduno dell'opposizione

Machado è stata uno dei volti visibili dell'opposizione venezuelana nelle manifestazioni successive al 12 febbraio 2014, chiamate La Salida, 35 anni dopo l'arresto di Leopoldo López in un carcere militare e la sua sottomissione al codice di giustizia militare, imputato con l'accusa di "criminale", "delitti associativi", "istigazione a delinquere", "intimidazione pubblica", "incendio in edificio pubblico", "danni al patrimonio pubblico", "lesioni gravi", "omicidio" e "terrorismo".
Machado ha risposto alle accuse legali mosse contro di lei dicendo: "In una dittatura, più debole è il regime, maggiore è la repressione". Dopo il suo ritiro il 21 marzo, Machado, insieme ai suoi sostenitori, ha iniziato una marcia il 1º aprile verso il centro di Caracas per protestare contro la sua espulsione dal suo posto nell'Assemblea nazionale. La Guardia Nazionale ha disperso i manifestanti con gas lacrimogeni.
Nel maggio 2014, un alto funzionario del governo venezuelano, Jorge Rodríguez, ha presentato accuse di un complotto da parte di politici e funzionari dell'opposizione, tra cui Machado, per rovesciare il governo di Nicolás Maduro. Le prove fornite dal governo venezuelano erano presunte e-mail tramite Google indirizzate ad altri sia da Machado che da Pedro Burelli. Burelli ha risposto che le e-mail erano state falsificate dal Servizio d'intelligence della Bolivia (SEBIN). Nel giugno 2014, il procuratore generale del Venezuela Luisa Ortega Díaz ha citato in giudizio Machado insieme a Burelli, Diego Arria e Ricardo Koesling. Entro l'11 giugno 2014 sono stati emessi mandati di arresto. Burelli ha assunto una società di sicurezza informatica con sede negli Stati Uniti, Kivu, per analizzare le presunte e-mail. Kivu ha concluso che "non c'erano prove dell'esistenza di messaggi di posta elettronica tra gli account Google di Pedro Burelli e i presunti destinatari", che le presunte email presentate dal governo venezuelano contenevano "molte indicazioni di manipolazione degli utenti" e che "i funzionari avevano utilizzato e-mail contraffatte per accusare gli avversari del governo di complottare per uccidere il presidente Nicolás Maduro".
Nel novembre 2014, funzionari governativi hanno annunciato che Machado sarebbe stato formalmente accusato il 3 dicembre 2014. Machado e altri hanno risposto ancora una volta che le accuse erano false ed erano state create dal governo venezuelano per distogliere l'attenzione dai problemi economici e dai sondaggi del Venezuela, mostrando l'indice di gradimento di Maduro al minimo storico del 30%.

### Disobbedienza civica
Machado ha invitato i cittadini alla lotta "non violenta", promuovendo "la disobbedienza civica come soluzione alla dimissione del governo di Nicolás Maduro, che nel marzo 2014 lei ha definito una "dittatura militarista" nella sessione ordinaria dell'OSA, dove ha esposto casi di violazione dei diritti umani; ha sostenuto che, a seguito delle manifestazioni avvenute in Venezuela durante quell'anno, «sono stati registrati più di 1.700 arresti, più di 500 feriti, 34 omicidi, 59 denunce di tortura (giovani spruzzati con benzina, picchiati fino a svenire, sottoposti a elettroshock e uno stuprato), 200 arresti di giornalisti e aggressioni a comunicatori sociali stranieri».
Il 13 luglio 2015, María Corina Machado ha ricevuto la lettera ufficiale del Controllore Generale della Repubblica, che la sanziona per un periodo di dodici mesi e la interdisce dai pubblici uffici. Nell'agosto 2015, Machado ha presentato Isabel Pererira come suo sostituto all'Assemblea nazionale, dove ha spiegato il suo impedimento a candidarsi a causa della sanzione di dodici mesi che il Controllore Generale della Repubblica le ha applicato.
Lunedì 14 maggio 2018, María Corina Machado è stata protagonista di un incontro presso il Ponte Internazionale Simón Bolívar, esattamente al confine tra Venezuela e Colombia. Da parte venezuelana era accompagnata da diversi membri del suo team politico e da parte colombiana c'erano gli ex presidenti Álvaro Uribe Vélez e Andrés Pastrana Arango, insieme ai senatori Paola Hoguín e Marta Lucía Ramírez, allora candidata alla vicepresidenza della Colombia. Con la barriera di confine al centro, hanno tenuto un incontro in cui hanno discusso delle libertà, della democrazia e del futuro dei due paesi. Allo stesso tempo, hanno consegnato un testo che sottolinea la cooperazione tra i due paesi, criticando il governo di Nicolás Maduro, mentre Machado ha sottolineato che in America Latina "non c'è posto per le tirannie socialiste". Più tardi, il 5 luglio, incontrò nello stesso luogo Ivan Duque, allora candidato alla presidenza della Colombia.
Il 23 luglio 2018, durante una protesta dei medici a Caracas, alcuni di loro hanno rifiutato la presenza di María Corina alla protesta, sostenendo di non voler politicizzare la manifestazione. Anche la presidenza del Collegio degli Infermieri di Caracas ha espresso il disaccordo dell'organizzazione per l'arrivo di Machado.

### Candidatura presidenziale 2023

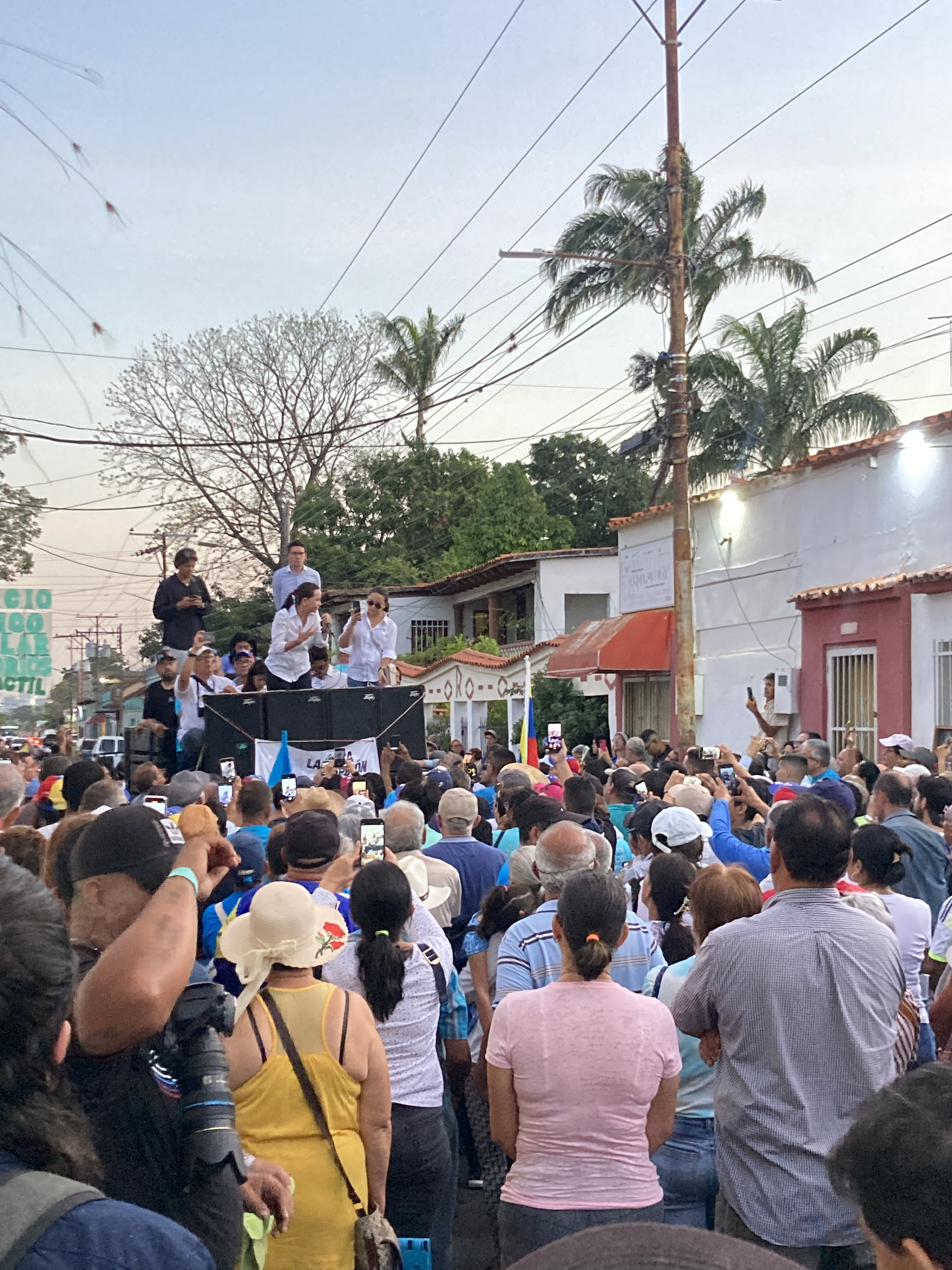
Rally di María Corina Machado a San Diego, Carabobo

Il 14 agosto 2022 Machado ha confermato la sua partecipazione alle elezioni primarie della Piattaforma Unitaria del 2023. Durante le primarie, si è schierata contro l'assistenza tecnica del Consiglio Elettorale Nazionale alle elezioni, sostenendo che "siamo di fronte ad un sistema criminale", affermando che il CNE fa parte di quel sistema. Allo stesso tempo, ha difeso il ritorno al voto manuale. Il 15 marzo 2023 ha iniziato ufficialmente il suo tour elettorale nel paese, nello Stato di Mérida. Durante la sua pre-campagna, Machado ha mantenuto una linea critica anche nei confronti della leadership tradizionale dell'opposizione, in particolare del cosiddetto "G4" - i partiti Acción Democrática, Primero Justicia, Un Nuevo Tiempo e Voluntad Popular -, e ha affermato che le primarie sono anche uno strumento per eleggere una nuova leadership nell’opposizione.
Machado ha registrato la sua candidatura per le primarie dell'opposizione il 23 giugno 2023 in un evento di massa a Caracas. Il 30 giugno 2023, José Brito, un deputato "scorpione" vicino al regime, ha riferito che il Controllore Generale della Repubblica lo aveva informato per iscritto che Machado era stata interdetta dai pubblici uffici per 15 anni collegandola a presunti crimini del leader dell'opposizione Juan Guaidó e per avere sostenuto l'idea di sanzioni internazionali contro il paese.
Machado ha definito il provvedimento come "spazzatura" e ha affermato che i suoi obiettivi vanno oltre quello elettorale. El País ha descritto il movimento di Machado come "oppositore a tutto", sostenendo che è passato dall'avere l'appoggio delle classi medie e alte del paese alla conduzione di eventi di massa "nelle roccaforti chaviste e lontano da Caracas".

## Opinioni politiche
Machado è anti-chavista e spesso è entrata in conflitto con i settori più moderati dell’opposizione venezuelana. Nel 2011, ha condotto una campagna come promotrice del "capitalismo popolare". Machado è una sostenitrice della privatizzazione degli enti statali in Venezuela, inclusa la compagnia petrolifera PDVSA. Ha sostenuto le sanzioni internazionali durante la crisi venezuelana e l'intervento straniero in Venezuela, ritenendo che Nicolás Maduro non potesse essere rimosso democraticamente.
Apertamente anticomunista, Machado è stata descritta come una politica di destra, le cui opinioni sui social media sono difese dalla destra nazionale che si definisce come "MAGAzuelani". Proviene dall'ala più radicale dell'opposizione venezuelana, perché in passato ha sostenuto anche la necessità di un intervento militare per rovesciare il regime di Maduro. Lei si è invece descritta come una liberale centrista e ha affermato che le categorie di sinistra e destra sono state inventate dai marxisti e che lei è l'unica politica non socialista nello spettro politico venezuelano. Ha detto: "Siamo un partito liberale di centro, quindi dicono che è di estrema destra, perché per i marxisti se non sei di sinistra sei di estrema destra, ma Vente è un partito di liberali di centro".
A livello nazionale, Machado ha chiesto il divieto di rielezione alle cariche politiche in Venezuela, è a favore del matrimonio tra persone dello stesso sesso, sostiene la legalizzazione della cannabis medica e ha chiesto un dibattito nazionale sulla legalità dell’aborto. A livello internazionale, Machado ha firmato la "Carta di Madrid". Ha difeso l'affermazione che "essere ricchi è bene" e ha criticato Hugo Chávez come presidente dei poveri, affermando che "Chávez era il presidente dei poveri, sì, molto povero che li amava, perché non esiste modo più efficace per controllare una società che sottoporla alla dipendenza. Morire con la mano tesa".